# Taxeotis phricocyma
Taxeotis phricocyma là một loài bướm đêm trong họ Geometridae.